# Rest Inside the Flames
Rest Inside the Flames è il terzo album della band metalcore 36 Crazyfists. È stato pubblicato in Australia il 10 giugno 2006, e in Europa e nel Regno Unito il 12 giugno 2006. L'album è stato pubblicato il 7 novembre negli USA con la nuova casa discografica nord americana DRT Entertainment. L'album è caratterizzato dalla comparsa della voce del cantante dei Killswitch Engage Howard Jones, nella traccia Elysium, come Jonah Jenkins (voce dei Milligram ed ex voce dei Only Living Witness) nella traccia We Cannot Deny.

## Lista Tracce
1. I'll Go Until My Heart Stops – 3:45
2. Felt Through a Phone Line – 4:25
3. On Any Given Night – 3:38
4. Elysium (feat. Howard Jones dei Killswitch Engage) – 3:03
5. The Great Descent – 4:35
6. Midnight Swim – 3:43
7. Aurora – 3:54
8. Will Pull This in By Hand – 2:50
9. We Cannot Deny (feat. Jonah Jenkins) – 3:42
10. Between the Anchor and the Air – 3:28
11. The City Ignites – 3:23
12. Digging the Grave (Faith No More cover) – 2:55
13. Mother Mary (traccia bonus nell'edizione giapponese) (Far cover) – 2:09

## Formazione
- Brock Lindow - voce
- Steve Holt - chitarra
- Mick Whitney - basso
- Thomas Noonan - batteria

## Crediti
- Jeff Chenault - direttore creativo
- Monte Conner - A&R
- Erin Farley - Assistente
- Brock Lindow - cantante
- Mick Whitney - bassista
- Thomas Noonan - batterista
- Steve Holt - chitarra elettrica, seconda voce
- Tom Gomes - batterista dei We Cannot Deny
- Howard Jones - guest vocals in Elysium
- Jonah Jenkins - Guest vocals in We Cannot Deny
- Larry Mazer - gestore
- Daragh McDonagh - fotografo
- Andy Sneap - mixer
- Arun Venkatesh - assistente
- Sal Villanueva - produttore

## Classifica
| Anno | Classifica            | Posizione                            |
| ---- | --------------------- | ------------------------------------ |
| 2006 | Billboard Top 200     | - (1,900 prima settimana di vendita) |
| 2006 | United Kingdom Top 75 | #71                                  |
| 2006 | Australia Top 100     | #54                                  |